# دإيسوكي نيتتا
دَإيسوكي نيtتا (باليابانية: 新田 大介) (11 مايو 1980 في ميازاكي في اليابان – )؛ هو لاعب كرة قدم ياباني سابق كان يلعب كمدافع.

## وصلات خارجية
- دإيسوكي نيتتا على موقع رابطة كرة القدم اليابانية للمحترفين (اليابانية)